# Старшинов, Михаил Евгеньевич
Mikhail Evgenievich Starshinov (англ.). OpenSanctions. Дата обращения: 24 мая 2023.
Михаил Евгеньевич Старшинов (род. 12 декабря 1971, Москва) — российский предприниматель и политический деятель. Депутат Государственной Думы по партийному списку Справедливой России, Единой России V, VI, VII и VIII созывов с 2007 года.
Из-за нарушений находится под персональными санкциями 27 стран ЕС, Великобритании, США, Канады, Швейцарии, Австралии, Японии, Украины, Новой Зеландии.

## Биография
Михаил Евгеньевич Старшинов родился 12 декабря 1971 года в Москве.
В 2000-х годах работал в Москве и Подмосковье, осуществляя предпринимательскую деятельность. По сведениям информационной системы «СПАРК-Интерфакс», с 2002 года владел 30 % акций общества с ограниченной ответственностью ООО «МДС+» (ресторанный бизнес), с 2003 по 2010 год являлся совладельцем 10 % ООО «Онтос-М» (управление недвижимостью, сдача в аренду помещений). Кроме того являлся собственником нескольких частных охранных предприятий: с 2002 по 2013 год — ЧОП «Медведь-М», с 2003 по 2004 год — ЧОП «Корунд», с 2003 по 2007 год — «Инфаст».
В 2004 году окончил Уральскую государственную академию физической культуры. В 2005 году прошёл переподготовку в Санкт-Петербургском университете МВД России.
В 2004 году работал во Всероссийском институте лёгких сплавов в должности заместителя генерального директора.
С 2005 года работал в ЗАО «Управляющая компания „Русский уголь“» в должности вице-президента общества.
С 2006 года работал в ООО «Управляющая компания „ЭСТАР“» в должности заместителя генерального директора.
Позже работал в Московском акционерном банке «Темпбанк» в должности вице-президента.
В официальной биографии указывает наличие учёной степени кандидата экономических наук, однако найти автореферат и диссертацию, определить, где именно Старшиновым получена учёная степень, сотрудникам сетевого сообщества «Диссернет» выяснить не удалось. На претензии депутат ответил, так и не предоставив информации о своей кандидатской диссертации.
Член Центрального штаба Общероссийского народного фронта.
В ноябре 2019 года стал сопредседателем правозащитного центра для граждан, созданный партией «Единая Россия».
С 2 по 6 ноября 2020 года — ведущий ток-шоу «Время покажет» на «Первом канале».

### Депутат Государственной думы
В 2007 году получил мандат депутата Государственной Думы V созыва по партийному списку Справедливой России, член фракции «Справедливая Россия».
В 2011 году повторно получил мандат депутата Государственной Думы VI созыва по списку Единой России, член фракции Единая Россия.
В 2016 году повторно получил мандат депутата Государственной Думы VII созыва по списку Единой России, заместитель председателя Комитета ГД по экологии и охране окружающей среды, член фракции «Единая Россия».
В 2021 году повторно получил мандат депутата Государственной Думы VIII созыва от республики Карачаево-Черкесия по списку Единой России, после отказа от мандата главы республики Рашида Темрезова.

## Законотворческая деятельность
С 2007 года по 2019 год, в течение исполнения полномочий депутата Государственной Думы V, VI и VII созывов, выступил соавтором 71 законодательных инициатив и поправок к проектам федеральных законов.

## Международные санкции
Из-за поддержки российской агрессии и нарушения территориальной целостности Украины во время российско-украинской войны находится под персональными международными санкциями разных стран.
23 февраля 2022 года внесён в санкционные списки стран Евросоюза за действия и политику, которые подрывают территориальную целостность, суверенитет и независимость Украины и ещё больше дестабилизируют Украину.
24 февраля 2022 года включён в санкционный список Канады «близких соратников режима» за голосование о признании независимости «так называемых республик в Донецке и Луганске».
24 марта 2022 года, на фоне вторжения России на Украину, включён в санкционный список США за «соучастие в войне Путина» и «поддержку усилий Кремля по вторжению в Украину», Госдеп США заявил что депутаты Госдумы используют свои полномочия для преследования инакомыслящих и политических оппонентов, нарушают свободу информации, ограничивают права человека и основные свободы граждан России.
По аналогичным основаниям, с 11 марта 2022 года находится под санкциями Великобритании. С 25 февраля 2022 года находится под санкциями Швейцарии. С 26 февраля 2022 года находится под санкциями Австралии. С 12 апреля 2022 года находится под санкциями Японии. Указом президента Украины Владимира Зеленского от 7 сентября 2022 находится под санкциями Украины. С 3 мая 2022 года находится под санкциями Новой Зеландии.

## Награды
- Медаль ордена «За заслуги перед Отечеством» II степени (12 августа 2011 года) — за активное участие в законотворческой деятельности и многолетнюю добросовестную работу[25]
- Благодарность Президента Российской Федерации (12 июня 2013 года) — за большой вклад в развитие российского парламентаризма и активную законотворческую деятельность[26]